# Aerodeslizador Griffon 2000TD
La serie Griffon 2000 es un aerodeslizador ligero construido en el Reino Unido por Griffon Hoverwork y utilizado principalmente por cuerpos militares y de rescate.
Griffon Hoverwork (GHL) de Hythe , Inglaterra ha diseñado, fabricado y operado aerodeslizador por más de 40 años.
GHL fue el primer fabricante en utilizar motores turbo-diesel en aerodeslizador, lo que aumenta la durabilidad en comparación con los motores de gasolina convencionales cuando se exponen a agua salada condiciones. La compañía produce una amplia gama de aerodeslizadores, con cargas útiles de entre 0,38 y 12 toneladas.
La serie 2000 se introdujo a principios de 1990. La serie 2000TD es un poco más pequeña que la anterior SR.N 6 aerodeslizador popular entre los servicios comerciales y militares durante la década de 1970, y ha sustituido en gran medida la más vieja serie SR.N6 en la mayoría de estos papeles. Debido a que está construido casi en su totalidad de aluminio la 2000TDX es menos de la mitad del peso de los mayores aerodeslizador SR.N6.El 2400TD fue diseñado en 2008 debido a la popularidad de la serie 2000. Tiene mayor espacio libre de obstáculos, es capaz de llevar una carga útil mayor y puede alcanzar velocidades más altas que la nave anterior.

## Configuración
El 2400TD fue diseñado en 2008 debido a la popularidad de la serie 2000. Tiene mayor espacio libre de obstáculos, es capaz de llevar una carga útil mayor y puede alcanzar velocidades más altas que la nave anterior.
Griffon Hoverwork aerodeslizador haber sido comprado por varios ejércitos, armadas y las organizaciones paramilitares en todo el mundo, y varios permanecerá en orden. El aerodeslizador puede ser configurado para transportar tropas o carga, con extras opcionales tales como vidrio blindado y protección balística.

## Operadores
- Ejército Belga: Adquirido en 1995 sólo carga en cubierta expuesta. Se utiliza para la recuperación de aviones no tripulados y alcance de la artillería de la patrulla. No hay armas. Decca Radical, radar I-banda.
  - Barbara A 999
- Colombia: Ocho embarcaciones operados por la Infantería de Marina en operaciones fluviales.[1]
- Venezuela: en el 2007 fue adquirida una embarcación para ser operado por el Comando Fluviale, Aerodeslizador Táctico Fluvial A-01, su primer comandante el Alférez de Navío Hernán Raúl Acosta Díaz, efectuó su primer desfile aeronaval en el río Orinoco en el año 2007 y para el momento tenía en su haber un total de 8.500 millas navegadas por su tripulación. El operador designado y calificado por la compañía Griffon en Inglaterra el sargento ayudante José Brigante Navarro, quien fue el N.º 1 en el orden de mérito de dicho entrenamiento, además de estar calificado como mecánico del aerodeslizador. El AN Comandante Hernán Acosta Díaz, recibió su insignia de flota finalizando una operación de rescate de su unidad quien fue auxiliada por los Patrulleros Fluviales: Patrullero Fluvial AB "MANAURE" (PF-21), su comandante AN Freddy Castillo Orta, Patrullero Fluvial AB "MANAURE" (PF-22), su comandante AN Daniel Barrientos Quiroz y Patrullero Fluvial AB "GURI" (PF-41), su comandante AN Argelis Lopez Riera.
- Estonia: Guardia fronteriza: Adquirido en 1999. Capaz de transportar 16 soldados o 2 toneladas de equipo
  - PVH 1
- Finlandia: Guardia fronteriza: 7 embarcaciones.[2] Primera nave adquirida el 1 de diciembre de 1994. Tercera nave adquirida de junio de 1995. Se puede embarcó en una LCU. Can be embarked in an LCU. configuración similar a las embarcaciones de Estonia.
- Lithuania: Policía de Frontera: 1 embarcación. Adquirido en 2000. configuración similar a las embarcaciones de Estonia. Furuno 1000C, I-band radar.
  - Christina
- Pakistán: 4 Naves. Primera nave adquirida en 2006, segunda en 2008. Dos más se esperaba que se entregarán en 2009. configuración similar a las embarcaciones de Estonia
- Perú; Marina de Guerra del Perú: 7 Embarcaciones. para realizar misiones de patrullaje en la región amazónica del noroeste del país, cerca de la frontera con Brasil. 2 recibidas el 2009, y 5 en 2013.
- Polonia: Guardia fronteriza
  - SG-411
  - SG-412
- Suecia: 3 embarcaciones. Primera versión militar de la serie 2000TD a construirse. Tres embarcaciones entregado 1992-1993. Configuración similar a las embarcaciones de Estonia. Furuno 7010D, radar I-banda.
  - KBV 591, con sede en Örnsköldsvik
  - KBV 592, con sede en Umeå
  - KBV 593, con sede en Luleå
- Reino unido: British Royal Marines: 4 craft LCAC(L).
  - C 21
  - C 22
  - C 23
  - C 24